# Tommy Bond
Tommy Bond (Dallas, 16 de septiembre de 1926-Los Ángeles, 24 de septiembre de 2005) fue un actor estadounidense, conocido principalmente por su trabajo como intérprete infantil en las comedias de La Pandilla (Little Rascals), y por ser el primer actor en encarnar a Jimmy Olsen, compañero de Superman.

## Biografía

### Inicios yLa Pandilla
Su nombre completo era Thomas Ross Bond, y nació en Dallas, Texas.
Bond empezó su carrera en 1931, a los cinco años de edad, cuando un cazatalentos de los Estudios Hal Roach lo descubrió mientras salía de un cine de Dallas con su madre. Finalmente, la abuela de Bond le llevó a Los Ángeles, donde fue contratado por Hal Roach, que estaba buscando nuevos talentos para sus populares comedias de La Pandilla. 
Bond empezó a trabajar en la serie en el otoño de 1931, en la misma época en que el estudio contrató a otro miembro de la serie, George "Spanky" McFarland. Bond actuó en La Pandilla durante dos años, normalmente como actor de reparto. Sus papeles hablados se incrementaron en 1934, destacando en esa época el que hizo en Mike Fright. A finales de 1934, Bond dejó la serie y volvió a la escuela pública, aunque seguía haciendo pequeños papeles de manera periódica en diferentes producciones de Hollywood. 
Bond también trabajó como actor de voz, destacando su participación en varios de los episodios de dibujos animados de la serie de Tex Avery Merrie Melodies, distribuida por Warner Bros. De estas actuaciones, su mejor registro fue como el "Búho Jolson" en el corto de Tex Avery de 1936 I Love to Singa.
Bond volvió a La Pandilla en 1936, al contratarle Roach para interpretar a "Butch", el matón del barrio. El primer corto de Bond como Butch fue Glove Taps. Además de hacer el arquetipo del matón, el personaje Butch también competía regularmente con el dócil Alfalfa (Carl Switzer) por el afecto de su novia Darla (Darla Hood). Mientras trabajaba en La Pandilla, Bond actuó en diversos filmes ajenos a la misma, entre ellos algunos de Charley Chase y de El Gordo y el Flaco.
Como Butch, Bond siguió en La Pandilla tres años, y permaneciendo en la serie cuando fue traspasada a Metro-Goldwyn-Mayer en 1938. Su último corto de La Pandilla, Bubbling Troubles, se estrenó en 1940. A partir de entonces siguió actuando en otras producciones de MGM. En total, Tommy Bond actuó en 27 cortos de La Pandilla, en 13 de ellos como "Tommy", y en 14 como "Butch".

### Últimos años
Tras servir en la Armada de los Estados Unidos durante la Segunda Guerra Mundial, Bond volvió a la interpretación, actuando en varios filmes de los East Side Kids y de los Gas House Kids junto a su anterior rival en la pantalla Carl Switzer. A finales de la década de 1940 Bond se convirtió en el primer actor en encarnar al reportero Jimmy Olsen en dos seriales basados en el héroe Superman, Superman (1948) y Atom Man vs. Superman (1950). También fue Joey Pepper en varias entregas del serial Five Little Peppers.
En 1951, Bond se graduó tras finalizar sus estudios en el college y dejó de actuar, aunque siguió en el mundo del espectáculo en tareas de dirección y producción televisiva, trabajando junto a profesionales del medio como Norman Lear, George Schlatter, y otros muchos. Entre las décadas de 1950 y 1970 trabajó para las emisoras Channel 11 y KTTV. Posteriormente entró en la cadena KFSN, radicada en Fresno (California) en la cual permaneció hasta 1991. Bond también fue director de attrezzo del programa Rowan & Martin's Laugh-In.
Bond se retiró de la televisión en 1991. En sus últimos años vivió en el área de Fresno y Madera (California), y fue portavoz de diversos materiales relativos a La Pandilla. En 1994, y con la ayuda del historiador de Fresno (California) Ron Genini, Bond publicó su autobiografía, Darn Right It's Butch: Memories of Our Gang/The Little Rascals. El hijo de Bond, Thomas R. Bond II "Butch, Jr.", también productor, trabajó con su padre en la productora familiar, la American Mutoscope and Biograph Company. Tommy Bond también fue presentador de "The Rascals," un documental sobre la vida y época de los Little Rascals.
A lo largo de su carrera, Bond intervino en más de 73 filmes, fue socio fundador del Sindicato de Actores, y trabajó junto a diversas estrellas de Hollywood entre los años 1933 y 1951, entre ellas James Stewart, Eleanor Powell, Ray Bolger, Frank Morgan, y Eddie Cantor, entre otras muchas.

## Fallecimiento
Bond falleció el 24 de septiembre de 2005 en Los Ángeles, California, a causa de una enfermedad cardiaca. Fue enterrado en el Cementerio Riverside National de Riverside, California.